# Vogt (Adelsgeschlecht)

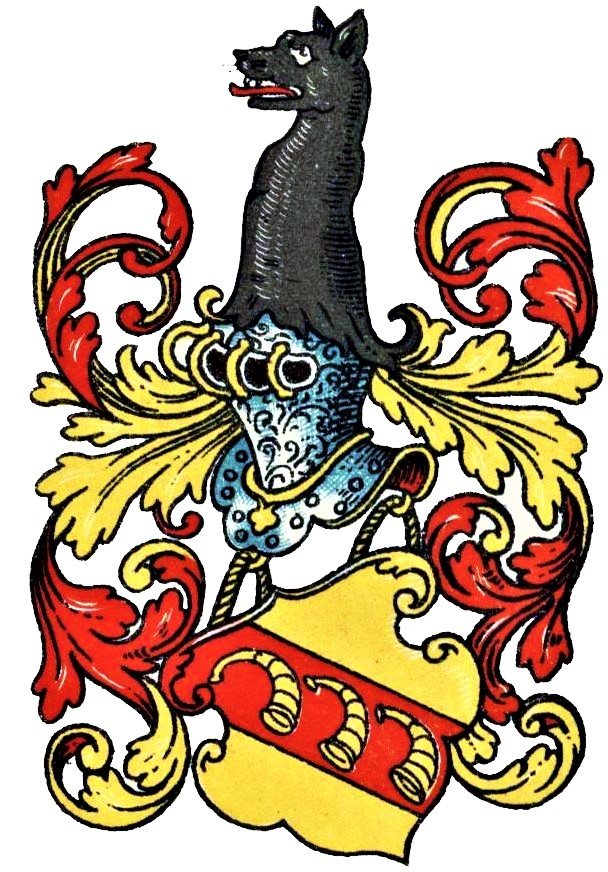
Wappen der Vogt im Wappenbuch des Westfälischen Adels

Vogt (auch: Vaget o. ä.) ist der Name eines westfälischen Adelsgeschlechts.
Die Familie ist nicht zu verwechseln mit den zeitlich früheren, wappenverschiedenen Vögten von Soest, den Rittern von Soest oder den Schultheißen von Soest.

## Geschichte
Das Geschlecht gehörte vom 14. bis ins 17. Jahrhundert zum Soester Stadtpatriziat und -adel. Friedrich von Klocke meint, dass die Familie aus dem freien Salzbauerntum von Sassendorf hervorgegangen sein könnte. In Sassendorf gab es jedenfalls schon in der ersten Hälfte des 14. Jahrhunderts eine Familie Vogt. Die Soester Familie Vogt wiederum erscheint bereits früh als Sassendorfer Salzwerksbeteiligte. In Soest sind sie schon in den 1390er Jahren als ratsmäßig nachweisbar. Nach einigen Ratsherren stellte die Familie im 16. Jahrhundert mit Hermann Vogt († 1554) einen Soester Bürgermeister. Sie waren u. a. mit den Cubach, den Bockum-Dolffs und den Klepping verschwägert.
Die Familie erlosch mit dem Tod von Caspar Vogt im Jahr 1670.

## Persönlichkeiten
- Hermann Vogt (Bürgermeister) († 1554), Soester Bürgermeister 1538–1540, 1547–1549, 1552–1554

## Wappen
Blasonierung: In Gold ein roter Schrägrechtsbalken, der mit drei goldenen Jagdhörnern beladen ist. Auf dem Helm ein schwarzer Hundekopf. Die Helmdecken sind rot-golden.